# Queviures Múrria
Queviures Múrria és un establiment situat als carrers de Roger de Llúria, 85 i de València, 310 de Barcelona, catalogat com a d'interès (categoria E2).

## Història
Fundat el 1898 i batejat com «La Puríssima», en referència a l'església homònima situada al seu costat, en un principi la seva funció era la de torrador de cafè i fàbrica de neules. Cap al 1916 passa a mans de Joan Soler, que hi obrí una botiga de productes de qualitat fins que la posà a la venda el 1929.
El 1943, Josep Múrria Piñol, que ja havia treballat a la botiga de queviures Simó i al Colmado Quílez, hi va obrir una mantequeria. A la seva mort el 1969, passà al seu fill Joan-Francesc Múrria Boada.

## Descripció
Conserva el disseny original de l'exterior. El conjunt està definit per un frontis continu aplacat a tota l'amplada i alçada del local, que arrodoneix l'aresta, amb una composició amb tres franges horitzontals. Té tres obertures: dues al xamfrà i una al carrer de Roger de Llúria. A les dues obertures dels extrems el tancament vidrat té un emmarcament metàl·lic amb porta central i els aparadors laterals amb sòcol en continuïtat amb el dels brancals. La porta de Roger de Llúria queda anul·lada i la del xamfrà conserva el tirador. A l'obertura central, el sòcol de vidre pintat per darrere té la publicitat del Licor Chartreuse i l'aparador amb les lleixes de vidre amb muntures metàl·liques. Als quatre brancals, amb el sòcol de marbre, els plafons amb marc de fusta esculpida i vidre pintat pel darrere amb publicitat de begudes catalanes. Segurament originals són el de l'esquerra de «Vinos de Alella» (signat per J. Pedró Roselló) i el de l'aresta, que reprodueix un dels cartells dissenyats per Ramon Casas l'any 1898, per a Anís del Mono i signat per Turon Moya. Aquest cartell està protegit per un vidre blindat que va aconseguir Joan Múrria a un artesà de l'Escola Massana i incorpora un ferro forjat amb forma de branca. Com a llinda hi ha el calaix continu recolzat sobre les cartel·les de fusta amb el marc de fusta motllurada i els plafons de vidre amb el rètol pintat per darrere reproduint la tipografia utilitzada el 1943.
A l'interior, l'espai de la venda té dos pilars de fosa amb un conjunt de mobles anteriors al 1964. A la paret de la façana hi ha portes vidrades per als aparadors exteriors i als brancals, vitrines i el taulell de la caixa. Les prestatgeries que cobreixen les altres parets tenen una cornisa recta amb un tram més alçat a cada pany, amb un fris decorat amb rebaix geomètric, amb calaixera inferior i un sector aplacat de marbre, a l'aresta esquerra, amb les aixetes per a vendre l'oli. També es conserva un rellotge de paret a la dreta i un petit taulell de fusta amb el sobre de marbre.